# 6. ožujka
6. ožujka (6. 3.) 65. je dan godine po gregorijanskom kalendaru (66. u prijestupnoj godini).
Do kraja godine ima još 300 dana.

## Događaji
- 1447. – Tomaso Parentucelli postao je papa Nikola V.

- 1521. – Ferdinand Magellan i njegova posada postali su prvi Europljani koji su stigli do Guama u Marijanskim otocima.
- 1831. – Praizvedba opere Mjesečarka u Milanu.
- 1836. – Teksaška revolucija: Meksičke snage zauzele su Alamo.
- 1853. – Praizvedba opere Travijata u Veneciji.
- 1857. – Američki Vrhovni sud presudio je u slučaju Dreda Scotta, što je vodilo proglašavanju nekoliko ustavnih amandmana.
- 1869. – Dmitrij Ivanovič Mendeljejev predstavio prvi Periodni sustav elemenata Ruskom kemijskom društvu.

- 1899. – Bayer je registrirao aspirin kao zaštitni znak.
- 1902. – Osnovan nogometni klub Real Madrid.
- 1912. – Talijanska vojska prvi put upotrijebila avione u ratu s Osmanlijskim carstvom.
- 1953. – Georgij Maljenkov naslijedio Staljina na mjestu premijera SSSR-a i glavnog tajnika Komunističke partije.
- 1957. – Gana postala prva supsaharska zemlja koja je dobila neovisnost od Velike Britanije.
- 1964. – Konstantin II. postao posljednji grčki kralj.
- 1967. – Staljinova kćer Svetlana Alilujeva pobjegla u SAD-e.
- 1987. – Britanski trajekt M/S Herald of Free Enterprise prevrnuo se dok je napuštao luku u Zeebruggeu, Belgija, pri čemu je poginulo 193 ljudi.
- 2018. – Ruski zrakoplov pao pri slijetanju u ruskoj bazi Khmeimim u Siriji, poginulo 39 osoba

| - 1459. – Jakob Fugger, njemački bankar - 1475. – Michelangelo Buonarroti, talijanski renesansni slikar, kipar i arhitekt († 1564.) - 1508. – Humajun, mogulski car († 1556.) - 1619. – Cyrano de Bergerac, francuski pisac († 1655.) - 1806. – Elizabeth Barrett Browning, engleska književnica († 1861.) - 1907. – Bartul Čulić, hrvatski nogometni vratar - 1926. – Andrzej Wajda, poljski redatelj, scenarist i producent - 1928. – Gabriel García Márquez, kolumbijski pisac, novinar, izdavač i politički aktivist - 1930. – Lorin Maazel, američki dirigent, violinist i skladatelj († 2014.) - 1937. – Valentina Tereškova, ruska astronautica - 1947. – Dick Fosbury, američki atletičar († 2023.) - 1954. – Harald Anton Schumacher, njemački nogometaš - 1954. – Nikica Cukrov, hrvatski nogometaš - 1972. – Shaquille O'Neal, američki košarkaš - 1976. – Stjepan Tomas, hrvatski nogometaš - 1984. – Iva Visković, hrvatska glumica | - 1282. – Janja Praška, češka svetica (* 1211.) - 1658. – Ivan Bunić Vučić, hrvatski barokni pjesnik (* 1591.) - 1836. – Davy Crockett, američki vojnik i političar (* 1786.) - 1888. – Louisa May Alcott, američka spisateljica (* 1832.) - 1900. – Gottlieb Daimler, njemački izumitelj (* 1834.) - 1928. – Julije Domac, hrvatski farmaceut i kemičar (* 1853.) - 1986. – Georgia O'Keeffe, američka slikarica (* 1887.) - 1992. – Krešimir Kovačević, hrvatski muzikolog i leksikograf (* 1913.) - 2007. – Jean Baudrillard, francuski filozof (* 1929.) - 2008. – Semka Sokolović-Bertok, bosanskohercegovačka glumica (* 1935.) - 2012. – Dalibor Paulik, hrvatski teatrolog i skladatelj (* 1953.) - 2016. – Nancy Reagan, američka glumica i prva dama (* 1921.) - 2017. – Robert Osborne, američki glumac i filmski povjesničar (* 1932.) |

## Imendani
- Marcijan
- Ruža
- Agneta
- Viktor
- Zvjezdana